# Меркачёва, Ева Михайловна
Ева Михайловна Меркачёва (род. 15 октября 1978, Брянск) — российская журналистка, писательница и правозащитница. Член Совета при Президенте Российской Федерации по развитию гражданского общества и правам человека с 2018 года. Член Союза журналистов Москвы, Союза журналистов России, Союза литераторов. Автор ряда книг, посвящённых российской пенитенциарной системе и преступности. Лауреат премии Правительства Российской Федерации в области средств массовой информации (2016), дважды лауреат премии Службы внешней разведки Российской Федерации (2017 и 2025 гг).

## Биография
Родилась 15 октября 1978 года в Брянске.
С отличием окончила факультет журналистики МГУ имени М. В. Ломоносова.

### Журналистская деятельность
С 2003 года — журналист-обозреватель газеты «Московский комсомолец». Специализируется на различных расследованиях, многие из которых стали поводом для возбуждения ряда громких уголовных дел. Эксперт в области тюремной тематики, написала цикл репортажей из самых известных российских тюрем, в числе которых «Кресты», «Владимирский централ», колонии для пожизненно осуждённых «Полярная сова» (посёлок Харп, Ямало-Ненецкий автономный округ), «Вологодский пятак» (остров Огненный, Вологодская область) и т. д. Стала лауреатом Национальной премии прессы «Искра» 2013 года в номинации «Самый скандальный журналистский материал года» за статью о самолёте, набитом деньгами, в аэропорту Шереметьево. Лауреат премии мэра Москвы от 2015 года за цикл антикоррупционных расследований. Серия журналистских расследований о том, что происходит за решёткой, повлекла отставки руководства пенитенциарной системы.
В 2012 году Меркачёва приняла участие в первой программе обмена журналистами между Россией и США, которая стала возможна благодаря работе Двусторонней российско-американской президентской комиссии (учреждена по решению президентов России и США). В рамках программы обмена журналистка газеты «Московский комсомолец» выступила в роли корреспондента Pittsburgh Post-Gazette. 13 января 2017 году Меркачёва стала лауреатом премии Правительства России в области СМИ. Журналистка была награждена за цикл публикаций, посвящённых проблемам в пенитенциарной системе России. 9 февраля 2017 года Ева Меркачёва получила премию «Золотое перо России», учреждённую Союзом журналистов России (СЖР), премия была присвоена за серию публикаций о защите прав подследственных и заключённых.
В 2017 году вышла книга Меркачёвой «Преступления и тайны современной России», в основу которой легли расследования журналистки, фигурантами которых стали певец Александр Розенбаум, лидер преступного мира Шакро, Доктор Лиза, наследники журналиста Николая Озерова, маршала Буденного, а также другие известные личности.
В 2020 году стала лауреатом премии Союза журналистов России «Солидарность». Вместе со вторым лауреатом — основателем WikiLeaks Джулианом Ассанжем — она попросила организаторов Премии передать полагающееся ей вознаграждение семьям погибших журналистов.
Меркачёва стала первым и единственным журналистом, который объехал все семь существующих на сегодняшний день колоний для пожизненно осуждённых. В каждой колонии она поговорила с самыми известными заключёнными. По итогам этих поездок вышла книга «Град обречённых», в которую вошли интервью и репортажи, описывающие быт и жизнь колоний для пожизненников.
В 2021 году совместно с Екатериной Рейферт и Александром Хуруджи стала ведущей еженедельной программы «Правозащитники» на радио Sputnik. В 2023 году вышло две книги Меркачёвой: «Камерные репортажи и житейские притчи» и «Кому на Руси сидеть хорошо». «Камерные репортажи и житейские притчи» — сборник новелл-притч, в которых рассказывается о судьбах людей, отбывающих наказание в российских тюрьмах. Книга является дебютом Меркачёвой в художественной литературе. В книге «Кому на Руси сидеть хорошо» Ева Меркачёва описала самые крупные московские СИЗО и условия содержания в них.
В 2024 году вышло продолжение серии «Громкие дела»: книга «Чисто российское преступление. Самые громкие и загадочные уголовные дела XVIII—XX веков». Книга написана в жанре судебных очерков и содержит уникальные судебные разбирательства: от судов над колдунами и отравителями до уголовных дел в блокадном Ленинграде. В том же году в издательстве «Вече» вышла книга Меркачевой «Подвиг разведчиков. Беседы с легендами», в которую вошли интервью с героями отечественной разведки и их близкими.
В 2025 году издательство «Альпина» выпустила новую книгу Евы Меркачёвой «Я иду искать», в которой были собраны истории о российских маньяках. В ней автор попыталась разобраться в том, откуда берутся маньяки, как их распознать, как предотвратить превращение человека в маньяка и как самому не стать жертвой злодеяния.
С 2022 года Ева Меркачёва ведёт на «МК ТВ» авторскую программу «Исторический четверг с Евой Меркачёвой». В её первом сезоне, который прошёл с 2022 по 2023 год, обозревались исторические события, которые повлияли на историю и становление нашей страны в разные годы, даты которых пришлись на неделю выпуска передачи. Второй сезон 2023—2024 года был посвящен знаковым для истории России людям, чьи дни рождения праздновались в обозреваемую неделю. В текущем третьем сезоне 2024—2025 годов Меркачёва рассказывает об истории российских городов, чьи дни празднуются на данной неделе[значимость факта?].

### Правозащитная деятельность
В 2010 году вошла в состав рабочей группы комитета по делам общественных объединений и религиозных организаций Государственной думы. С 2012 года заместитель председателя Общественной наблюдательной комиссии Москвы (ОНК), в сферу которой входит контроль за местами принудительного содержания. В ОНК трех созывов была выдвинута Союзом журналистов Москвы. В 2022 году у Меркачёвой закончился третий срок членства в ОНК, который является предельным для пребывания в Комиссии.
В 2015 году стала широко известна в связи с получением статуса свидетеля по делу об убийстве Бориса Немцова и серией публикаций о ситуации в московских тюрьмах и следственных изоляторах. 12 марта 2015 года Меркачёва была допрошена в Главном следственном управлении Следственного комитета России (ГСУ СКР) по Москве. Вопросы к правозащитникам в лице Меркачёвой и её коллеги Андрея Бабушкина у следователей возникли после того, как они посетили в СИЗО подозреваемых по делу об убийстве Бориса Немцова, которые рассказали им о применяемых против них пытках.
В 2015 году Меркачёва опубликовала свидетельства многочисленных нарушений в единственном женском СИЗО Москвы, после чего следственный изолятор был проверен руководством ФСИН. По итогам проверки ситуация с правами заключённых в СИЗО значительно улучшилась. По следам заявления Меркачёвой о существовании вип-камер в «Матросской тишине» проведена масштабная проверка, результатом которой стал ряд увольнений. Благодаря деятельности ОНК Москвы и конкретно Меркачёвой из СИЗО были освобождены ряд умирающих и инвалидов, в том числе Антон Мамаев. Критику Меркачёвой тюремной системы признали конструктивной, по всем обращениям журналистки были проведены проверки, которые выявили ряд фактов, подтверждающие нарушения со стороны сотрудников ФСИН. Директор ФСИН России Геннадий Корниенко отметил работу Меркачёвой почётной грамотой. Журналистка также стала инициатором новшеств в СИЗО, в том числе участвовала в разработке проектов документов, улучшающих жизнь российских заключённых.
В 2024 году, после смерти Алексея Навального, Ева Меркачёва допустила, что смерти могло способствовать частое пребывание Навального в ШИЗО: «Я считаю, что это могло привести однозначно бесконечное хождение в ШИЗО. То есть вот он был где раз, второй, третий, и счет нахождения в ШИЗО пошёл просто на десятки уже. ШИЗО — это очень тяжёлые условия содержания».
3 декабря 2018 года вошла в состав Совета при Президенте РФ по развитию гражданского общества и правам человека. Её доклады на ежегодной встрече СПЧ с президентом страны неоднократно становились поводом для президентских поручений.
На встрече с Президентом РФ в 2021 году Меркачёва выступила с большим докладом о пытках в местах лишения свободы. Она рассказала, что пытки применяются со следующими целями: для получения признательных показаний, явок с повинной, свидетельских показаний по уголовных делам против других; чтобы вымогать деньги; с целью «ломки», устрашения и в наказание за жалобы.
Также она обратила внимание, что, несмотря на двукратное сокращение заключенных в колониях, в СИЗО их количество не изменилось. «Сложилась удивительная ситуация — каждый четвертый за решеткой в современной России — невиновен, в том смысле, что суд еще не вынес приговор», — заявила Меркачёва на встрече с Президентом РФ. В качестве примера она привела заключение под стражу в СИЗО ректора Московской высшей школы социальных и экономических наук («Шанинка») Сергея Зуева, несмотря на все его проблемы со здоровьем и ненасильственный характер инкриминируемого деяния. В связи с этим Меркачёва попросила президента рекомендовать судам заключать под стражу только в крайних случаях, вместо арестов использовать современные технологии и методы слежения, в том числе электронные браслеты.
Также она выступила с просьбами о строительстве исправительных центров, куда можно было бы переводить по желанию осужденных, отбывших определенных срок, а также о создании максимальных условий для социализации осужденных к принудительным работам.
По всем этим трём вопросам президентом были выданы соответствующие поручения.
В декабре 2022 года на встрече главы государства с членами президентского Совета по правам человека (СПЧ) Ева Меркачёва пожаловалась Владимиру Путину на применение кандалов к женщинам и в целом к обвиняемым по «ненасильственным» статьям и не представляющим угрозу общества: "В этом году мы впервые стали получать жалобы от заключенных на то, что на них надевают, кандалы. Полицейские называют их «средства ограничения подвижности „Ажур“, и мы выяснили, что в этом году закуплено больше двадцати тысяч таких средств, и что недавно появилась инструкция, которая рекомендует конвойному полку их использовать. Возможно, в случаях с террористами, серийными убийцами это оправдано. Но ведь надевают это на женщин-преподавательниц, на бизнесменов (одна такая история произошла в Самаре). Я прошу вас дать поручение запретить применять средства „Ажур“ и подобные им в отношении женщин, предпринимателей и вообще всех подозреваемых и обвиняемые в ненасильственных преступлениях». В тот же день МВД заявило, что приняло решение не применять «Ажур» к указанным категориям. Меркачева называет это «молниеносной победой» правозащитников.
В 2023—2024 годах Ева Меркачёва занималась ситуацией с учёным-гидрологом Александром Цветковым, который был арестован по подозрению в совершении трех убийств в 2002 году. В своём журналистском расследовании она указала на несостыковки в этом деле: учёный был задержан на основании 55-процентного совпадения с фотороботом преступника, а в дни совершения преступлений, в которых он обвинялся, находился в научной экспедиции. В ходе встречи членов СПЧ с президентом России в декабре 2023 года Меркачёва рассказала об этом деле Владимиру Путину. Неделю спустя Цветков был освобождён из СИЗО, а позже было прекращено и уголовное дело. Прокуратура Москвы от лица государства принесла извинения учёному за незаконные обвинения.
В 2023 году Ева Меркачёва выступила с инициативой широкого помилования для женщин. Эту идею она озвучила в том числе на встрече Совета по правам человека с главой государства 4 декабря 2023 года. Позже, 8 марта 2024, Президент России Владимир Путин подписал указ о помиловании 52 женщин в честь Международного женского дня. Как сообщалось в указе, в число помилованных вошли женщины, имеющие несовершеннолетних детей, беременные женщины, а также женщины, родственники которых участвуют в российском вторжении на Украину.
На встрече с Президентом РФ 10 декабря 2024 Ева Меркачёва выступила с предложением об увеличении количества дел с участием суда присяжных, что могло бы компенсировать снижение качества работы следствия и стандартов доказывания. По её словам, суды присяжных выносят оправдательные приговоры в 25 % случаев при общем уровне менее 1 %. Меркачёва предложила расширить состав преступлений, подлежащих рассмотрению судом присяжных, включая статьи 132, 228 УК РФ и экономические преступления. При этом, по её мнению, требуется увеличить оплату для присяжных и ввести механизм защиты решений присяжных от оспаривания прокуратурой. Также Меркачёва предложила вернуться к традиции передачи обвиняемых на поручительство в комплексе с усилением ответственности за неисполнение обязательств при поручительстве. Кроме того, она попросила президента об очередном помиловании женщин, осужденных за ненасильственные преступления и имеющих малолетних детей.

### Общественная деятельность
В июле 2018 года Ева Меркачёва впервые в истории российской пенитенциарной системы запустила экспериментальный проект занятий йогой для заключённых московского СИЗО-6. Чтобы помочь заключённым в освоении техник йоги, Евой Меркачёвой и известным тренером Алексеем Меркуловым было разработано специальное пособие «Йога для заключённых».
Член общественной коллегии по жалобам на прессу с 2018 года.
В 2019 году Ева Меркачёва, в качестве заместителя председателя ОНК Москвы, организовала при содействии ФСИН России первый и единственный футбольный матч в «Бутырке» с известным футболистом Павлом Мамаевым, который находился в СИЗО по обвинению в побоях. Для этого на территории СИЗО было сделано футбольное поле. Матч состоялся 14 февраля.
22 декабря 2021 года была исключена из Общественного совета ФСИН, в котором работала с 2016 года. Как отмечает телеканал «Дождь», это произошло после того, как Меркачёва рассказала Путину о пытках в колониях.

## Награды
- Премия города Москвы в области журналистики — «за цикл публикаций о коррупции в правоохранительных органах и пенитенциарной системе» (2014)[38].
- Национальная премия в области печати «Искра» (2014)[39].
- Премия Правительства России в области средств массовой информации (2016)[40].
- «Золотое перо России» (2017).
- Премия Службы внешней разведки Российской Федерации (2017).
- Премия Московской Хельсинкской группы за журналистскую деятельность по продвижению ценностей прав человека (2020)[41].
- Премия Союза журналистов России «Солидарность» (2020)[42].
- Первое место Всероссийского профессионального конкурса «Правовая Россия» (организован при поддержке Совета судей РФ) в номинации «СМИ за Правовую Россию» (2023)[43].
- Медаль Анатолия Кони (Министерство юстиции Российской Федерации, 2024)[44].
- Медаль «За взаимодействие» (Служба внешней разведки Российской Федерации, 2024)[45].
- Орден «За служение адвокатуре» (Федеральная палата адвокатов Российской Федерации, 2024)[46].
- Премия Службы внешней разведки Российской Федерации (2025)[47].